# Rho Virginis
Rho Virginis (30 Virginis) é uma estrela na direção da constelação de Virgo. Possui uma ascensão reta de 12h 41m 53.01s e uma declinação de +10° 14′ 09.0″. Sua magnitude aparente é igual a 4.88. Considerando sua distância de 120 anos-luz em relação à Terra, sua magnitude absoluta é igual a 2.04. Pertence à classe espectral A0V. É uma estrela variável δ Scuti.